# Narquena
Narquena là một chi bướm đêm thuộc họ Geometridae.